# جاي برانن (موسيقي)

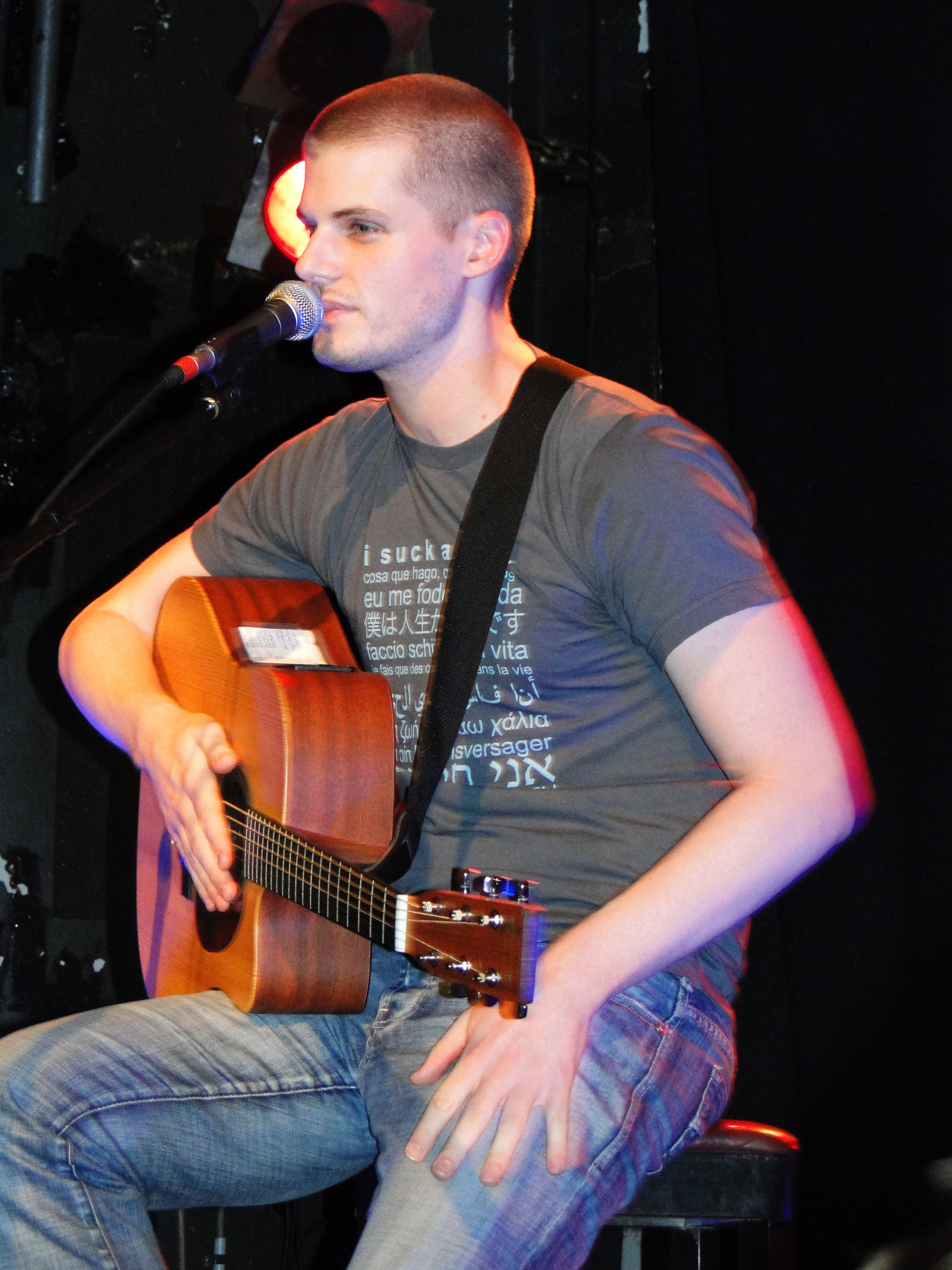
جاي برانن

جاي برانن (بالأحرف اللاتينية Jay Brannan) مغني وكاتب/مؤلف موسيقي وممثل أميركي مولود في تكساس، الولايات المتحدة في 29 مارس/آذار 1982. انتقل إلى كاليفورنيا ومن ثم إلى نيويورك. ظهر في فيلم Shortbus عام 2006 وفي دور بارز في Holding Trevor عام 2007 وأصدر ألبومين هما Goddamned عام 2008 وIn Living Color عام 2009 وقام بجولات عالمية كثيرة منذ بدايته كمغني وعازف غيتار.

## وصلات خارجية
- دجاي برانن على موقع IMDb (الإنجليزية)
- دجاي برانن على موقع ألو سيني (الفرنسية)
- دجاي برانن على موقع ميوزك برينز (الإنجليزية)
- دجاي برانن على موقع أول موفي (الإنجليزية)
- دجاي برانن على موقع قاعدة بيانات الأفلام السويدية (السويدية)
- دجاي برانن على موقع أول ميوزيك (الإنجليزية)
- دجاي برانن على موقع ديسكوغز (الإنجليزية)
- دجاي برانن على موقع قاعدة بيانات الفيلم (الإنجليزية)
- دجاي برانن على موقع كينوبويسك (الروسية)

- الموقع الرسمي
- موقع يوتيوب
- موقع IMDb